# Rudolf Monnerjahn
Rudolf Monnerjahn (* 23. Mai 1934 in Bremen; † 3. März 2021 in Bremen) war ein deutscher Rechtsanwalt, Notar und Politiker (SPD) sowie Mitglied der Bremischen Bürgerschaft.

## Biografie

### Ausbildung und Beruf
Monnerjahn war der Sohn eines Pädagogen. Er absolvierte das Hermann-Böse-Gymnasium in Bremen. Seit 1954 studierte er nach dem Abitur bis 1958 Rechtswissenschaften an der Universität Hamburg und der
Albert-Ludwigs-Universität Freiburg. Nach dem Ersten juristischen Examen war er als Referendar tätig in Freiburg im Breisgau und Bremen. 1962, nach dem Zweiten Staatsexamen, promovierte er 1963 in Freiburg zum Dr. jur. utr. (Doktor beider Rechte). Von 1963 bis 1974 war er als Rechtsanwalt bei Heinrich Hannover tätig und vertrat unter anderem Mandanten in Angelegenheiten der Kriegsdienstverweigerung. 1969 vertrat er erfolgreich in einem SPD-Parteiordnungsverfahren den Bremer SPD-Fraktionsvorsitzenden Richard Boljahn.
Im April 1971 wurde er in Bremen zum Notar berufen. 1974 eröffnete er ein Rechtsanwaltbüro und praktizierte in verschiedenen Sozietäten; zuletzt Rechtsanwälte Dr. Rudolf Monnerjahn & Wolfgang Hirt.
Monnerjahn war zum zweiten Mal verheiratet und hat zwei Kinder aus der ersten Ehe.

### Politik
Monnerjahn war seit 1968 Mitglied der SPD, zunächst im SPD-Ortsverein Schwachhausen, von 1972 bis 1991 im SPD-Ortsverein Oberneuland – in dem er im Vorstand und längere Zeit Vorsitzender war – und danach im SPD-Ortsverein Altstadt.
Von 1971 bis 1991 war Monnerjahn Mitglied der Deputation für Justiz und Verfassung, deren Vorsitzender er zeitweise war. Vom 17. November 1975 bis 1991 war er für die SPD 16 Jahre lang Mitglied der Bremischen Bürgerschaft und in verschiedene Deputationen und Ausschüssen der Bürgerschaft tätig, davon neben der Justizdeputation u. a. im Finanz- und Haushaltsausschuss und in der Wirtschaftsdeputation.

### Weitere Mitgliedschaften
- Seit den 1990er Jahren im Vorstand der Bremer Krebsgesellschaft.
- Vorsitzender des Disziplinarausschusses der Kassenärztlichen Vereinigung in Bremen.
- Schnoorclub

## Veröffentlichungen
- Das Arbeitsverhältnis in der deutschen Seeschiffahrt. G. Fischer, 1964, ISBN 3-437-50096-1.